# جامعة أوربينو
جامعة أوربينو "كارلو بو" (بالإيطالية: Università degli Studi di Urbino "Carlo Bo") هي جامعة حكومية إيطالية مقرها مدينة أوربينو في الجزء الشمالي الشرقي من وسط إيطاليا.

## تاريخ الجامعة
تأسست الجامعة سنة 1506، واعتُرف بها جامعةً مستقلة في عشرينيات القرن العشرين، بصدور مرسوم جعل دعم الدولة للجامعة ممكنًا، وإن كان غير إلزامي.
بعد حصول الجامعة على الاعتراف الكامل كجامعة مستقلة، تزايدت أعداد طلابها تدريجيًا مع افتتاح المزيد من الكليات، وتمكنت الجامعة من شراء عدد من المواقع غير المستغلة في وسط المدينة القديمة لاستخدامها في بناء الكليات والأقسام الجديدة.
شهدت الجامعة نموًا غير مسبوق في الحجم والمكانة الأكاديمية في عهد رئيسها ـ عضو مجلس الشيوخ مدى الحياة ـ الشاعر والناقد الأدبي كارلو بو (1911 ـ 2001)، الذي رأس الجامعة منذ عام 1947، ولأكثر من نصف قرن، وسميت الجامعة باسمها الحالي نسبة له. وقد شهدت هذه الفترة أيضًا قيام المعماري الإيطالي جانكارلو دي كارلو بتصميم وتنفيذ قاعات السكن الجامعي، التي تستوعب ألفًا وخمسمائة طالب.

## حاضر الجامعة
عدد كليات جامعة أوربينو حاليًا 11 كليات، ويدرس بها حوالي 20 ألف طالب، بينهم عدد كبير من الأجانب. وليس للجامعة حرم جامعي مركزي، بل تتوزع على عدة مبانٍ في أرجاء المدينة وفي المناطق الريفية المحيطة، وتقع المباني السكنية على مسافة قريبة من المدينة. وتولي جامعة أوربينو منذ نشأتها الاهتمام الأكبر بدراسة العلوم الإنسانية، وتشتهر بشكل خاص بمقرراتها الدراسية ودوراتها في اللغة الإيطالية. والجامعة عضو باتحاد الجامعات المتوسطية.

## كليات الجامعة
1. كلية الأدب والفلسفة
2. كلية الاقتصاد
3. كلية التربية
4. كلية الرياضيات والفيزياء والعلوم الطبيعية
5. كلية الصيدلة
6. كلية علم الاجتماع
7. كلية العلوم البيئية
8. كلية علوم الرياضة
9. كلية العلوم السياسية
10. كلية القانون
11. كلية اللغات والآداب الحديثة

## وصلات خارجية
- الموقع الرسمي للجامعة